# Маруяма Окьо
Маруяма Окьо (12 червня 1733 — 31 серпня 1795) — японський художник періоду Едо. Спільно з Мацумура Ґосюн є засновником художньої школи Сідзьо, основою якої був реалізм. Вона значно вплинула на розвиток сучасного японської живопису.

## Життєпис
Походив з селянської родини. Народився 1733 року в Аноо повіту Кувата провінції Тамба (тепер місто Камеока в префектурі Кіото). Отримав ім'я Масатака. Замолоду перебрався до Кіото. Почав вивчати живопис у майстерні Накадзіма Камбей, де декорував рухомі ляльки і малював у стилі укійо-е, західноєвропейського мистецтва. Пройшов навчання у художника Ісіда Ютей, представника художньої школи Цурудзава, одного з відгалужень Едокоро (столичне представництво школи Кано). Також став вивчати китайський живопис. Саме тоді змінив ім'я на Окьо («малюю, як Сюань»), яке обрав на честь китайського художника Цянь Сюаня.
Вдосконаливши свою майстерність, Маруяма отримує 1768 року свої перші замовлення і стає популярним серед поціновувачів мистецтва в аристократичних колах Кіото. Користуючись багаторічним заступництвом Юдзе (першим великим замовником), настоятеля храму Емма-ін в Оцу (нині в префектурі Сіга), художник працює над поєднанням концепцій і технік японського, китайського та європейського живопису. Його відомими учнями були Ямагуті Сокен і Танке Ґессен.

## Творчість
У його роботах поєднано натуралізм, світлотінь і перспектива західноєвропейської художньої школи з декоративністю і сюжетністю традиційних китайської і японської. Створював масштабні і динамічні картини природи, птахів і квітів на ширмах і екранах. Малював тушшю зі слабким підфарбовуванням, іноді застосовував присипку срібною та золотою пудрою. Багато уваги художник приділяв малювання з натури, за свідченням учнів, він постійно робив начерки в своєму альбомі.
Вважається, що саме Маруяма Окьо створив перші в Японії зображення, що призначалися для розглядання крізь лінзи голландських оптичних приборів (створювали ілюзію глибини і об'єму), поклавши початок цілому жанру мегане-е. 
Крім того, він став першим японським художником, який писав оголених натурниць. Для досконалого зображення людського тіла разом зі своїмиучнями став відвідувати сеанси препарування трупів. Завдяки цьому заишив цікаві анатомічні схеми, зроблені з натури.
У перший період творчості мав багато замовлень від буддистських монастирів. У 1768—1771 роках виконав великий сувій «Сім нещасть і сім фортець». У період від 1785 до 1795 року Маруяма Окьо займається настінним, панельним живописом у різних синтоїстських храмах Японії.

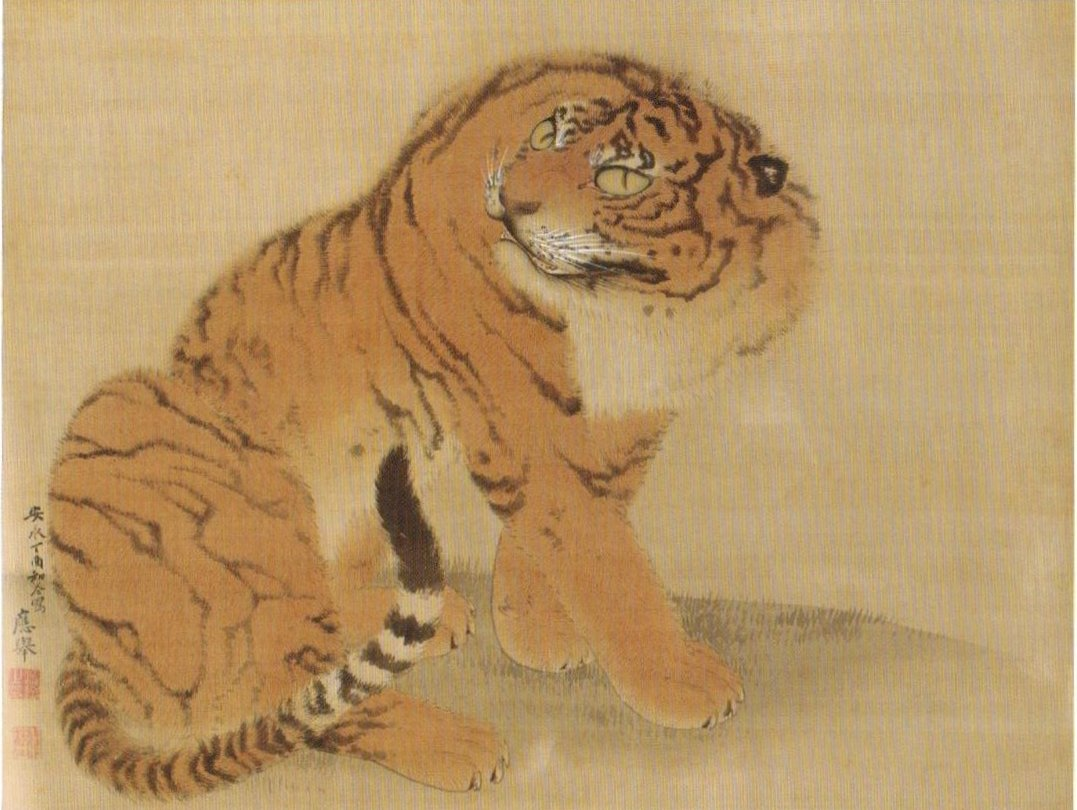
«Тигр, що сидить»

 Особливою темою стало малювання тигрів. Маруяма Окьо створив абсолютно новий небувалий вид тигра (неко-тора — тигрокіт), який і досі справляє на всіх приголомшливе враження, а тоді це взагалі було шоком, настільки реалістичними і живими виявилися ці фантастичні істоти. Маруяма отримував безліч замовлень на розпис буддійських храмів своїми тиграми, він розписував їх і власноруч, і разом зі своїми учнями, багато цих розписів збереглося дотепер і є одними з головних туристичних пам'яток Японії. Значною є монументальна робота Окьо — «фусума» (розсувні перегородки) з сінтоїстського храму Компіра (префектура Міє). Також там ціла велика кімната, розписана цими тиграми.

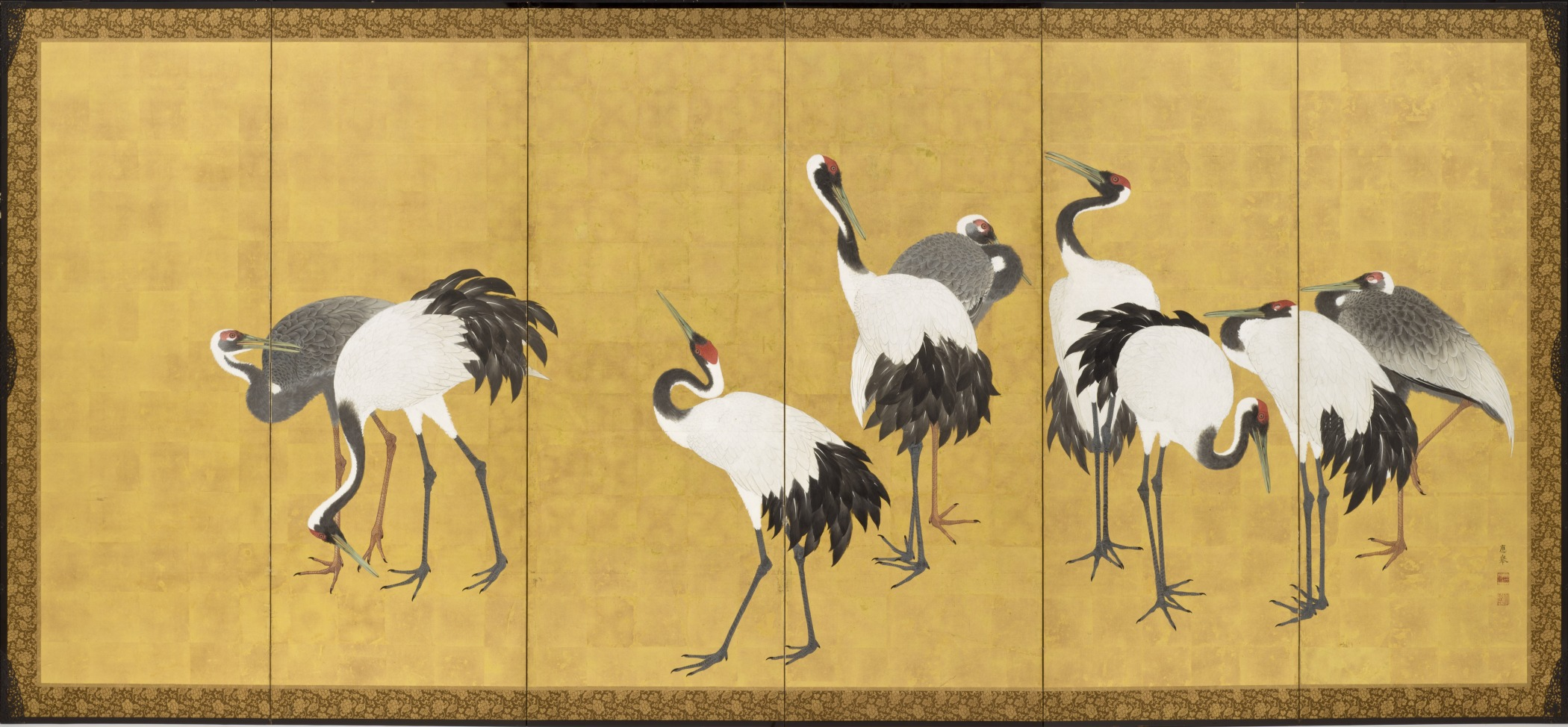
«Журавлі»

 Ще однією улюбленою темою, як зрештою й інших японських майстрів, було зображення журавлів. Для правильного зображення художник тривалий час спостерігав за птахами на природі, вивчав європейські та японські праці з зоології для точного зображення.
Другою важливою темою в доробку художника було зображення різних привидів (юреїв), в яких японці вірили. Яскравим прикладом цього є робота «Привід О-юкі», що вважається еталонною в зображенні юреїв. За легендою, Маруяма Окьо намалював картину серед ночі, побачивши лише на мить примарну постать жінки уві сні.

Маруяма Окьо зображав інтер'єри театрів Но і Кабукі, як це робили його попередники, а також передавав краєвиди довкілля поблизу Кіото і Осаки. Наприкінці 1750-х років з'явилися пейзажі Маруяма, в яких точка зору була не вище рівня очей людини. Він адаптував їх стосовно японської місцевості з додаванням деяких відомих орієнтирів, наприклад, як ворота торії. Це стало черговим кроком у процесі розвитку японської пейзажної гравюри. 

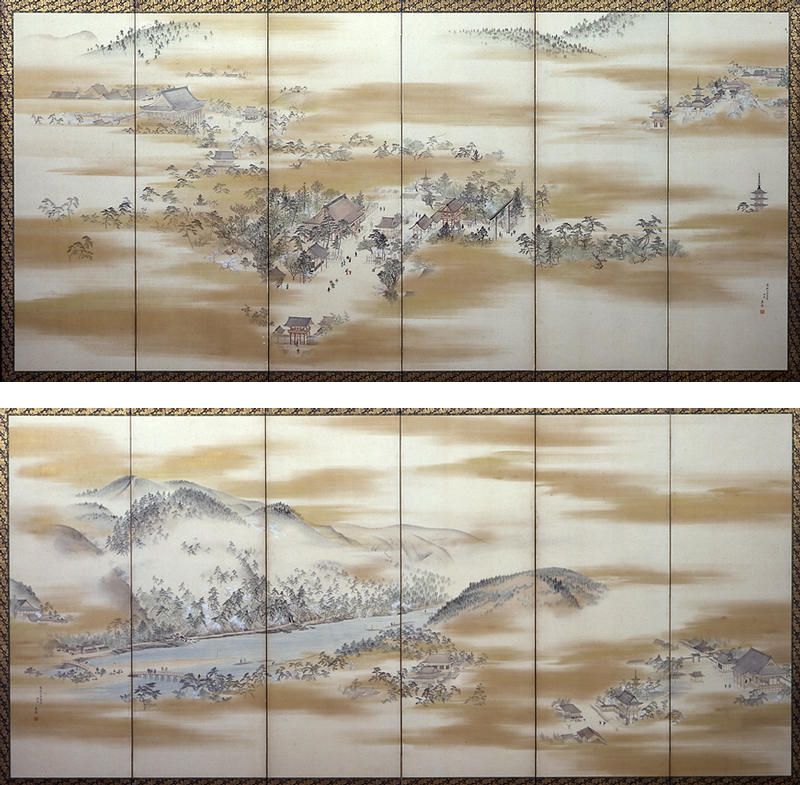
Картина з серії «Відомі краєвиди Кіото»

 Значною роботою вважається серія з 16 картин «Відомі краєвиди Кіото». Тут художник зображує найбільш значущі місця Кіото, кожне місце певної пори року, підкреслюючи погоду й час дня. Відомі храми й райони міста під час цвітіння сливи, сакури навесні, літні пейзажі, осінні трави, повний місяць під час осіннього фестивалю врожаю, червоні клени, зимові картини в снігу. Кожний краєвид, миттєво впізнаваний місцевими мешканцями, наголошує на його красі.